# 植木等
植木 等（うえき ひとし、本名同じ、1927年2月25日 - 2007年3月27日）は、日本の俳優、コメディアン、歌手、ギタリスト、タレント。「ハナ肇とクレージーキャッツ」のメンバー。仲間内での愛称は「ボンさん」「植木屋」「植木やん」。
長男は作曲家の比呂公一。妹の夫に部落問題研究者の川村善二郎。御木本幸吉は、父方の祖母の親類にあたる。

## 来歴
- 1927年（昭和2年）2月25日 - 父・植木徹誠、母・いさほの三男として愛知県名古屋市に生まれる[3]。父・植木徹誠は、真宗大谷派名古屋別院にて僧侶としての教修中だった。
- 実際の生年月日は1926年12月25日、大正天皇が崩御した日である[4][注釈 2]。理由として植木本人が『徹子の部屋』で語ったところによると、父が出生時にたまたま体調を崩しており、叔父・保之助に役所への届けを依頼したが叔父がそれを忘れ、翌年ようやく出生届を出したことから、戸籍上の生まれ年が、昭和元年（1926年12月25日 - 12月31日）を飛び越え、昭和2年（1927年）になってしまったという。「3年ぶりに届けが出されたみたいなもの」と笑い飛ばし、後年のタレント活動においては、大正生まれよりも昭和2年のほうが若いイメージになることを幸いとも感じていた。
- 3歳の頃、父親が浄土真宗の一つである真宗大谷派常念寺の住職となり移住。移住先は、母親のいさほ（旧姓：小幡・1903年〜1953年)の実家である真宗大谷派西光寺がある三重県度会郡小俣町（現在の伊勢市の一部）の近く。なお、公式ホームページでは出身地を移住先である三重県としている。また一部の文献では出身地を当時の町名である小俣町や現在の市名である伊勢市としているものもある。
- 1939年 - 僧侶としての教修をするべく、東京・駒込の真浄寺へ小僧になるため上京。
- 1944年 - 旧制京北中学校卒業後、東洋大学専門部国漢科に入学。在学中からバンドボーイのアルバイトを始める。
- 1946年 - テイチクレコードの新人歌手コンテストに合格。
- 1947年 - 3月に東洋大学専門部国漢科卒業後、東洋大学文学部（旧制）入学。同年秋にはNHKラジオ『お昼の軽音楽』で『ビロードの月』を歌うが、正規に音楽を勉強していないことに加え、進駐軍の影響から巷ではジャズをはじめとするダンス・ミュージックが流行し始めたことから「歌だけでなく、何か楽器を弾けたほうが収入になる」とのアドバイスを受け、「刀根勝美楽団（刀根勝美とブルームードセクション）」のバンドボーイの傍ら、友人から8000円のギターを月賦で譲り受け、教則本を頼りに練習を開始。この時代に知り合ったのが植木よりも3歳年下の若いドラマー、野々山定夫（のちのハナ肇）だった。ハナとはこの時代からの旧友である。
- 1950年 - 東洋大学文学部国漢科（旧制）卒業[要出典]。ほどなくして結婚。「萩原哲晶とデューク・オクテット」にギタリストとして加入。「楽譜が読める」強みがあり、採用となったという。デューク・オクテットのドラマーは野々山で、再び顔を合わせることとなった。
- 1952年 - 自身のトリオ「植木等とニュー・サウンズ」を山崎唯(p)、大石康司(b)と結成。植木のバンドが演奏していると、進駐軍として日本に滞在していたハンプトン・ホーズがピアニストとして飛び入りで演奏に参加してきたという逸話が残っている。
- 1954年 - オペラ歌手の平山美智子からクラシックの発声レッスンを受けていた折、ギタリストを探していたフランキー堺に誘われ、「フランキー堺とシティ・スリッカーズ」に参加。ここでギタリストとしてではなく、「でたらめスキャット」など、コメディー・リリーフとしての才能を開花させる。当初、「日劇での1ステージだけ」という約束がそのまま残留を請われ、この時点で「ニュー・サウンズ」は解散となる。
- 1957年3月1日 - 1955年フランキーが俳優に転身し日活に引き抜かれたことで、既に1956年2月、シティ・スリッカーズから移籍していた谷啓らのいるキューバン・キャッツに移籍。その主要メンバーの一人として活躍し、ジャズ喫茶などで人気を博す（のちにバンド名を「ハナ肇とクレージーキャッツ」に改称）。既に知己だったリーダーの野々山定夫（ハナ）は当初からシティ・スリッカーズのような「コメディー路線」を志向していた。
- 1959年 - クレージーキャッツの一員として、フジテレビのTV番組『おとなの漫画』に出演。
- 1961年 - クレージーキャッツの一員として、日本テレビの番組『シャボン玉ホリデー』に出演し、コントでの演技や、歌、「お呼びでない?…こりゃまた失礼いたしました!!!」などのギャグで、爆発的な人気を得る。
- 1962年 - 古沢憲吾監督の東宝映画『ニッポン無責任時代』に出演し、大ヒット。以降、「無責任男」をキャッチフレーズに数多くの映画に出演。『スーダラ節』『ドント節』をはじめ数々のコミックソングをヒットさせた。
- 1964年 - 映画『無責任遊侠伝』撮影中の1月、過労が原因によるウイルス性肝炎で約1か月入院。同時期に付き人兼運転手として松崎雅臣（小松政夫）が採用される。
- 1972年 - 『シャボン玉ホリデー』終了。クレージーキャッツメンバーは個人での活動を主体としていくようになる。
- 1977年 - 東京宝塚劇場公演『王将』で主演し坂田三吉を演じる。これがきっかけで性格俳優としての評価が高まる。父・徹誠死去。
- 1984年 - 石井聰亙監督の過激なコメディ映画『逆噴射家族』に出演し、喜劇俳優としても健在ぶりをアピールする。
- 1987年 - 『新・喜びも悲しみも幾歳月』で、キネマ旬報ベスト・テン助演男優賞、第10回日本アカデミー賞最優秀助演男優賞、毎日映画コンクール男優助演賞を受賞。
- 1989年 - 主演ドラマ『名古屋嫁入り物語』放送。1998年まで計10作作られる人気シリーズとなった。
- 1990年 - 自身の企画で、ヒット曲をメドレーにして歌った『スーダラ伝説』を発売。話題を呼び、この年のNHK紅白歌合戦に1967年以来2度目の出場を果たし、歌手別最高視聴率56.6%を叩き出す。さらにオリコントップ10入りも果たすという大記録を打ち立てた。その余波で高額納税者番付・芸能人部門でもトップ10入りを果たし、さらに記録を作った。不動産売却以外では還暦を過ぎてのランクインは他に例がない。
- 1991年 - 4月7日より毎日放送制作のトークバラエティ番組『植木等デラックス』放送開始（1992年10月4日まで）。
- 1992年 - 全国12か所でコンサートツアー『今日もやるぞやり抜くぞ！』を開催。
- 1993年11月3日 - 紫綬褒章受章。
- 1996年 - 『あした』で、日刊スポーツ映画大賞助演男優賞を受賞。
- 1997年 - 連続テレビ小説『甘辛しゃん』に出演中の頃から肺気腫を患う[5]。その影響で「思うように声が出なくなった」とこの年でコンサート活動に終止符を打つ。
- 1999年4月29日 - 勲四等旭日小綬章受章。
- 2003年 - 肺気腫の症状が悪化。酸素ボンベを携帯するようになる。俳優活動は続けるものの、体力低下のため舞台公演が出来なくなる。
- 2005年 - クレージーキャッツ＋Yuming (松任谷由実) 名義で発売された『Still Crazy For You』の録音に参加。曲の間奏での松任谷とのセリフのかけ合いを収録する。
- 2006年12月21日 - 朋友である青島幸男の通夜に、酸素ボンベをつけて車椅子で参列。これが公の場への最後の出席となる。植木本人はこの頃自身の健康状態が深刻なことを理解し、延命治療はしないよう夫人らに告げていた。
- 2007年 - 1月に食欲不振を訴え入院。一時帰宅するが肺気腫悪化のため再入院。3月27日午前10時41分、肺気腫による呼吸不全のため都内の病院で死去。80歳没[5]。法名は「宝楽院釋等照」。墓所は小平霊園。
- 2014年 - 2012年、渡辺プロダクション所有の倉庫で、行方不明とされていた1979年製作の主演映画『本日ただいま誕生』 (降旗康男監督、新世映画新社) のフィルムが発見され、渡辺プロ、東京現像所、日本映画専門チャンネルの協力の下、2年がかりでフィルムのデジタル修復が行われ、第27回東京国際映画祭で特別上映された[6][7]。

## 人物

### 父の影響
植木等の父親である徹誠（てつじょう）は、かつて徹之助と名乗っており、若い頃はキリスト教徒であった。後に浄土真宗の一つである真宗大谷派常念寺の住職となる。たいへんな社会的正義感の持ち主で、被差別部落出身ではないが「自分は部落民ではないと思うことが、すでに相手を差別していることだ」と述べて、水平運動に参加した。治安維持法違反の罪に問われて何度となく投獄をされても、積極的に反差別と反戦を貫いて運動、戦後は日本共産党に入党し、60年安保のデモ隊にも参加するというような「行動する僧侶」だった。ただし、父は「謹厳実直」なだけの人物ではなく、息子・等から見ると「支離滅裂」で、義太夫語りになろうとしたこともあり、「いわば蕩児でもあった」という。
等の少年時代には、ステテコ一丁の徹誠が等を寺の「仏様」の前に連れて行き、物差しでその頭を叩きながら「この音を聞いてみろ。金ピカだけれども中は木だ。こんなものを拝んでもどうにかなると思ったら大間違いだぞ」と諭したという。「等」という名前は、社会運動家の顔も持っていた父が「平等」にちなんで名づけた。少年時代の等は、投獄された父に代わって僧衣を纏い檀家をまわるという生活を送っている。その経験もあってか、1993年にハナ肇が亡くなった際、その葬儀において自ら読経した。また、代表作『ニッポン無責任時代』でも、植木が演じる主人公は当初「香典泥棒」と設定されていたが、「寺の倅」として耐えられなかったのか、自ら設定を変え、「香典泥棒に限りなく近い人物」という役になっている。

### 素顔の植木等
植木は自身を、少年時代多くの苦労をした割に、不思議と大変明るい性格であることは認めているが、それ以外はどちらかというと頑固で、こだわりや責任感の強い人間であると述べている。『植木等デラックス』でゲストのさだまさしが、「無責任男」を「植木さんが無理矢理お作りになったキャラクター」と述べたところ、植木は「そうなんだよ、世間はあれが地だと思っているんだ」と笑っていた。黒柳徹子は植木を「有責任男（うせきにんおとこ）」と評した。
植木の人気絶頂期に付き人兼運転手として接した小松政夫の証言によれば、植木は『仕方話』 の達人で場を盛り上げるトークが得意だったが、基本的に物静かで生真面目であり、一度も頭ごなしに怒鳴られたことがなかった。ただ女遊びやギャンブルは嫌い、その点は大変厳しく指導されたという。「貧乏人の倅」を自称しており、貰った給料は小遣い代を除いてすべて夫人に渡す、食事も「どん底でも平気だ」と語っていたことを裏付けるように、毎日同じおかずでも不満を言わないくらいだった。酒も飲まなかったが、これは体質的にアルコールを受け付けず奈良漬でも酩酊しかねないくらいだったためで、本人は酒を飲んで酔える人がうらやましいと漏らしていた。小松を採用したばかりの頃、小松が酒を嗜むと知った植木は、自宅のサイドボードの飾り物と化した、貰い物のウイスキーをさして「好きなものを飲んでいいから」と勧め、小松が好きな銘柄を答えると、封を切るやビールグラスに「カポカポカポ…」と並々と注ぎ、「さぁ飲みなさい」と差し出したという。さすがに困り果て「親父さん、水や氷はありませんか？」と尋ねると、「なんだお前、酒を飲むのにそんなものがいるのか」と、驚いたという。下戸ゆえに酒の飲み方を知らなかった事から起こったエピソードである。
そんな真面目な性格であるから「スーダラ節」の楽譜をはじめて渡された時には、「この曲を歌うと自分の人生が変わってしまうのでは」と真剣に悩んだ。父親に相談すると「どんな歌なんだ?」というので植木はスーダラ節を歌ってみた。激しい正義感の持ち主の父の前で歌ったあまりにふざけた歌詞に激怒されると思いきや、父は「すばらしい!」と涙を流さんばかりに感動した。唖然とする等が理由を尋ねると、「この歌詞は我が浄土真宗の宗祖、親鸞聖人の教えそのものだ。親鸞さまは90歳まで生きられて、あれをやっちゃいけない、これをやっちゃいけない、そういうことを最後までみんなやっちゃった。人類が生きている限り、このわかっちゃいるけどやめられないという生活はなくならない。これこそ親鸞聖人の教えなのだ。そういうものを人類の真理というんだ。上出来だ。がんばってこい!」と諭され、植木は歌うことを決意した。このエピソードは、植木が歌手として生きていく上で生涯の支えになったという。
ただし、植木には生真面目ながらも独特の雰囲気があった。日常の座談については左記の小松の証言以外にも、交友があった小林信彦が評伝『植木等と藤山寛美』で「無責任男とは別種のおかしさがあった」と述べ、更にあの独特の高笑いは「植木本来のモノ」であったという。また性格の明るさも成功前の貧乏時代からのもので、小林は「私生活がわからなかった」という。小松の紹介で植木と知り合った伊東四朗はゴルフに行った際のエピソードとして「植木さんはずっと世間話をしたままアドレスして打った。あんな人見たことない」、犬塚弘は「植木は基本的に物静かで生真面目だった。でも初対面時は、それこそ無責任男みたいに『よぉっ！』とあらわれて、こっちがあっけにとられているのをしり目に名乗りもしないで自分の気に入った落語の話をオチまでした」とかなり破天荒な面があったことを証言している。
植木自身は「男は道を自分で切り開け」という気持ちから、長男・廣司が「植木浩史」の名で歌手デビューをした時は一切のバックアップをしなかった。その長男は後に作曲家に転向、「比呂公一」名義でCMソングなどを中心に活動している。NHK-BSハイビジョン特集で放送された『スーダラ伝説 植木等 夢を食べつづけた男』では終盤に比呂が、クレージーのメンバー、犬塚弘、谷啓、桜井センリにも参加してもらい、『スーダラ節』のインストゥルメンタル曲を収録し、父・植木に贈呈する場面が登場するが、試聴後には「嬉しいねぇ」と一言呟き、目を潤ませている。
その一方で末娘の植木裕子がバレリーナとなり、ドイツを中心に活動して日本で娘が公演する時は舞台をよく見に行ったり、娘と一緒に舞台を見に行くことを関係者に語ったりしていたという。

### 学生時代
学生時代は陸上選手で、高校時代には100mを11秒4で走った。大学時代には東洋大学陸上競技部に所属し、関東学生陸上競技対校選手権大会にも出場している。その縁で、後に植木は母校東洋大学陸上部の名誉顧問、「箱根駅伝で優勝させる会」の会長も務めていた。また、東洋大学相撲部の後援会長も引き受けていた。そうした傍らで、この時代には既にバンドボーイのアルバイトに精を出していた。

### バンドマン
大学を卒業しバンドマンとして歩み始めると同時に、ソプラノ歌手平山美智子（イタリアに長く在住し、当地の現代音楽の作曲家ジャチント・シェルシとのコラボレーションで知られる）に声楽の発声を学んだ。
ギターを始めた頃に、教則本で必死に独学した努力が功を奏して、どんな楽譜も初見で読めるようになる。当時のジャズギタリストには楽譜を読めない者も多かったといい、この技術が買われ、デューク・オクテットに採用が決まった。左肘でリズムを取りながらの演奏が特徴。
バンドマン時代に、守安祥太郎、穐吉敏子、ジョージ川口、渡辺貞夫といったジャズ・ミュージシャンたちとセッションもしており、横浜ジャズ界で伝説と言われるジャズクラブ『モカンボ』で行われた「モカンボ・ジャム・セッション」（1954年）では守安、渡辺、澤田駿吾、宮沢昭らと共に参加した。

### 黄金時代

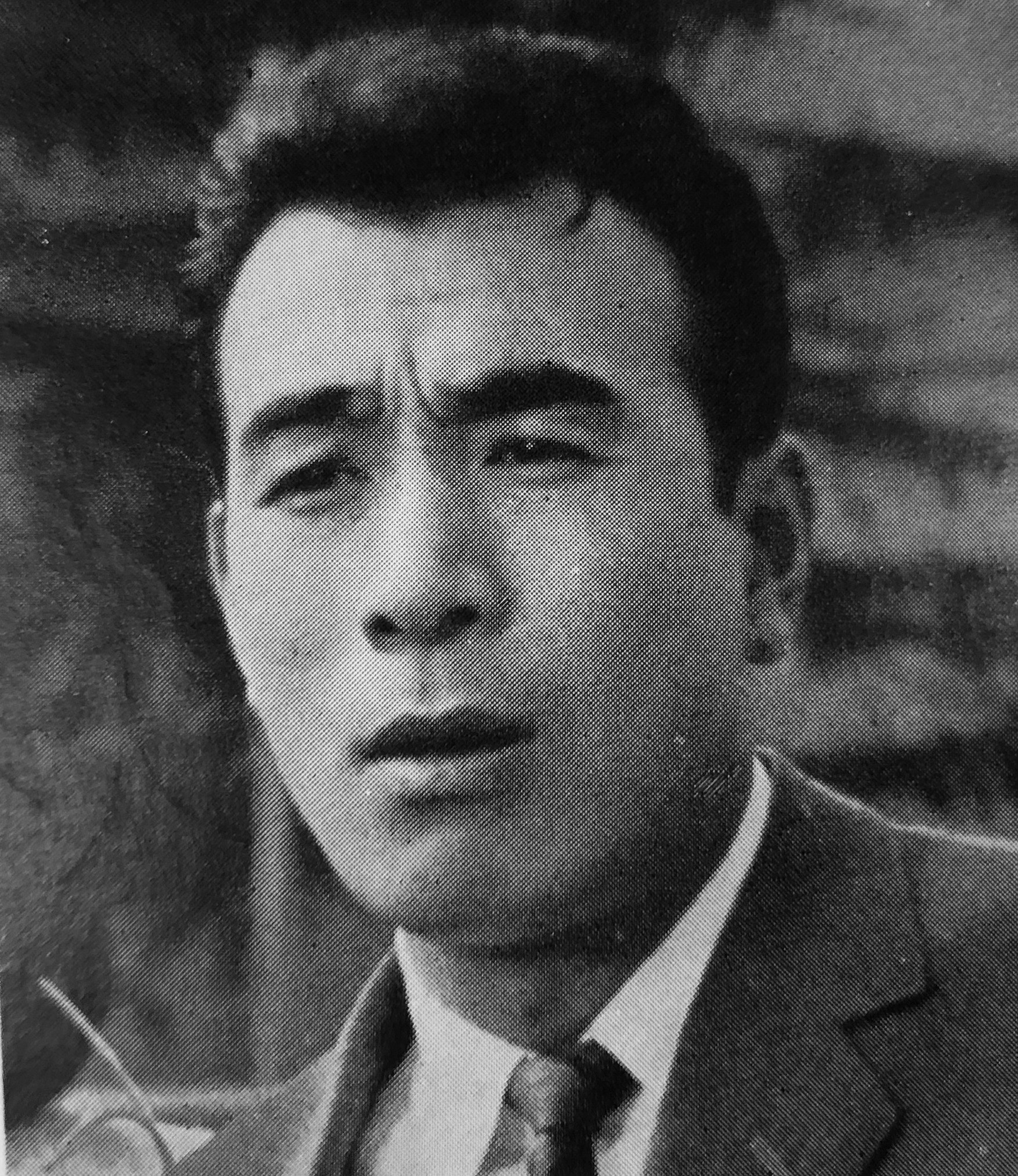
1962年

国民的スターとして人気を集めた1960年代、活躍の中心は『植木等ショー』をはじめとするバラエティ番組や、『無責任シリーズ』『日本一の男シリーズ』などの東宝映画であった。高度経済成長時代を象徴するコメディアンとして1960年代に一世を風靡し、ギャグも曲をヒットした。
映画に関しては、最初はスーダラ節の大ヒットを受けて大映で2本の映画が作られたが、こちらでの植木やクレージーキャッツは主役の川崎敬三や川口浩に花を添える脇役、ゲスト出演であり、植木に主役を演じさせたいと熱望する渡辺プロダクション社長の渡辺晋が自らの足で企画を持ち回った結果、東宝からゴー・サインが出される。そして作られた2部作『ニッポン無責任時代』『ニッポン無責任野郎』は、「無責任」という流行語とともに当時社会現象となった。
この無責任男の破天荒なキャラクターについて、植木は後年「『ニッポン無責任時代』の古澤憲吾監督にはまず“笑ってみろ”と言われて何度も笑ってみたがOKが出ず、そのうち怒り出した監督から“植木君、君が演じようとしているこの男は異常なんだよ!”と言われ、それで吹っ切れてキャラが出来上がった」と回想している。
その後、『ニッポン無責任時代』の初期の企画を立てた脚本家・田波靖男のマンネリ化に対する危機感や、当時東宝の製作本部長だった藤本真澄の意向もあって、植木が演じるキャラクターも無責任型から有言実行型のスーパー・サラリーマンへと方針転換していくことになり、「『無責任』シリーズ」は「『日本一の男』シリーズ」へと変化を遂げる。一方、同時進行で製作されていたクレージーキャッツ全体を主人公とした「『クレージー作戦』シリーズ」においては、田波自身が「無責任へのアンチテーゼ」とする『クレージー作戦 くたばれ!無責任』（1963年）も製作された。
その結果、作品によっては古典的な熱血サラリーマン像も顔を覗かせるようになり、小林信彦ら初期作品の支持者に作品的低迷を批判されるようになる。ただし、小林は1963年から渡辺プロダクションでクレージーキャッツのブレーンを務めるようになり、身内として「とにかく作ればあたる」状態になった植木・クレージー映画を「冷静にみて批評することができない」と書いている。
1960年代後半になると、連戦連勝の爆発的ヒットを受けて「クレージーシリーズ」が大作化していったのに対して、植木主演の「『日本一の男』シリーズ」は、佐々木守や早坂暁などの新進脚本家や須川栄三のような時代性を如実に反映する監督の参加もあり、全共闘時代を反映してシニカルで風刺の効いたものとなっていく。1960年代末には徐々に動員力が低下し、ザ・ドリフターズのブレイクも影響して、植木の東宝映画主演は1971年の『日本一のショック男』で打ち止めとなる。このシリーズ最後の作品は、加藤茶とのコンビ主演作であった。

### 性格俳優としての開花
性格俳優への転機は、1977年の東京宝塚劇場公演『王将』で坂田三吉を演じたことだった。「役者として年齢的にも経済的にもラクをしたがりそうな時期だったので、これはいかん、それを乗り越えるためには冒険を」 という意気込みで臨んだものだった。
以降は、舞台出演もクレージーキャッツとしての公演・ライブに替わって、単独での演劇主演・助演が増えていく。1970年代から80年代初頭にかけては時代劇コメディ『大江戸三門オペラ』や、悪徳政治家が暗躍する『にぎにぎ』などの喜劇作品に主演したほか、谷啓率いるコミックバンド『スーパーマーケット』とのジョイントショーなど数々の作品に出演した。『シカゴ』日本初演（1983年）でのインチキ弁護士・ビリー役のように、無責任男の延長線上に拓いた新境地も少なくない。
1985年には「東宝撮影所でいつもすれ違っていて、そのたび映画に出て欲しいと思っていたのに機会に恵まれなかった」と語る黒澤明の熱烈なラブコールを受けて、『乱』に助演した。また、木下恵介監督の『新・喜びも悲しみも幾歳月』（1986年）では、日本アカデミー賞助演男優賞を受賞。ただし、喜劇俳優としてのイメージを捨てたわけではなく、1984年には当時気鋭の若手だった石井聰亙が小林よしのりの原案を映画化した異色コメディ『逆噴射家族』に出演する。この映画ではアナーキーな老人役を演じて、主題歌『逆噴射家族借景』を共演の小林克也と歌う活躍も見せた。晩年の小林製薬のCMでも、クレージー時代を髣髴させる高笑いを披露している。
1990年には長年在籍していた東芝EMIとの契約が切れ、当時実質上の子会社であったファンハウスに移籍したことが転機となり、クレージー時代からのヒット曲をメドレーにしたリバイバルシングル『スーダラ伝説』が大ヒットし、オリコンベスト10入りを果たした。そしてこの年のNHK紅白歌合戦にも久々に出場した（この紅白での歌い方について、「だって歌いながら笑ってたでしょ? あんなものを紅白で…」と、後日自らを戒めていた）。
また、1993年からは明治座での堺正章座長公演への客演も恒例化し（1996年のみ単独主演『大江戸気まぐれ稼業』）、2002年まで出演したほか、中日劇場で『名古屋嫁入り物語』の舞台版を同じく2002年まで続けた。

### 死去
晩年は肺気腫と前立腺癌を患いながらもテレビドラマや映画を中心に仕事を続けていたが、2007年3月27日に呼吸不全のため東京都内の病院で死去した。80歳だった。法名「宝楽院釋等照」。
遺作は映画では2007年公開『舞妓Haaaan!!!』での西陣の会長・斉藤老人役、テレビドラマでは2006年日本テレビ放送『ひめゆり隊と同じ戦火を生きた少女の記録 最後のナイチンゲール』となった。
葬儀は植木の意思で身内だけの密葬として執り行われ、クレージーキャッツの一員だった谷啓、犬塚弘、桜井センリや、植木の付き人を経てコメディアンになった小松政夫も参列した。臨終の際、小松は植木の着物を着替えさせるなど、付き人として最後の仕事を務めた。本葬は、お別れの会という形で4月27日に東京都港区の青山葬儀所で「植木等さん 夢をありがとう さよならの会」として執り行われ、2,000人が参列した。葬儀委員長は谷、犬塚、桜井の3人が共同で務め、弔辞は小松、加藤茶、すぎやまこういち、松任谷由実、元内閣総理大臣・森喜朗らが読み上げた。また、渡辺貞夫がサックスを演奏し、ミッキー・カーチスと内田裕也は弔辞の後、松任谷を交えて祭壇の前で『スーダラ節』を即興で歌った。他には浜美枝、伊東四朗、水前寺清子、仲本工事、大山のぶ代、中山秀征、吉田栄作、ケーシー高峰、大竹まこと、大橋巨泉、清水アキラ、付き人だった島崎俊郎などが参列した。
2007年5月14日には母校・東洋大学主催の「植木等さんとお別れする会」が行われ、総長・塩川正十郎を始めとする300名の学校関係者が参列して植木を偲んだ。
植木の最後の愛車であった日産・シーマFY33型は、所ジョージが遺族から譲り受け、「世田谷ベース」にて保管されている。所はドラマ『オヨビでない奴!』では親子役で共演するなど親交が深く、植木のことを「お父さん」と呼び慕っていた。

## 主なギャグ
- 「お呼びでない？……お呼びでない、ね。こりゃまた失礼いたしました!」（『シャボン玉ホリデー』より）

植木は「当時（植木の）付き人をしていた小松政夫に呼ばれ、誤って出番以外のコーナーに登場した際に植木が発したアドリブが元ネタ」と紹介していたが、小松は植木の死後「私が運転手になる前からあったギャグだ」「親父さんはそんな間違えをする人ではない。私の名を売るために言っていたのを自分で信じ込んでしまったのだろう」 と述べている。
- 「なんである?アイデアル」（「アイデアル傘」のCMで使われたギャグ）
- 「これでイーヘラ?」（ヴィックスの鼻炎薬「インヘラー」のCMから生まれたギャグ。しかしインヘラーは覚醒剤成分が含まれていたため後年に日本での販売が中止になった。現在は同じ名称の吸入器がある）
- 「この際カアちゃんと別れよう 」（1971年、大塚食品「ボンシチュー」（ボンカレーのシチュー版）のCMで使われたギャグ。CMのままのフレーズを挿れた楽曲がレコード化。同名のドラマまで制作された）
- 「ハイ!それまでヨ」
- 「分かっちゃいるけど、やめられねぇ」（『スーダラ節』より）

## 主な出演

### 映画
- 初恋カナリヤ娘 (1955年、日活） - バンドマン、マラカスを持って踊っている　※ノンクレジット
- どんと行こうぜ（1959年、松竹）
- 足にさわった女（1960年、大映）
- ああ女難（1960年、東宝） - 巡査
- 腰抜け女兵騒動（1961年、東宝） - 植村伍長
- 大当たり三代記（1961年、松竹）
- スーダラ節 わかっちゃいるけどやめられねぇ（1962年、大映）
- サラリーマンどんと節 気楽な稼業と来たもんだ（1962年、大映）
- 女難コースを突破せよ（1962年、東宝） - 原田
- 如何なる星の下に（1962年、東宝） - 大屋五郎
- 私と私（1962年、東宝） - 上田マネージャー
- 夢で逢いましょ（1962年、東宝） - 植村
- 若い季節（1962年、東宝） - 植木宣伝係長
- 女に強くなる工夫の数々（1963年、東宝） - 野口等
- ハイハイ3人娘（1963年） - 間宮甲太郎
- 続・若い季節（1964年） - 理髪店の客
- 君も出世ができる（1964年） - 酔ったサラリーマン
- 馬鹿まるだし（1964年、松竹）※ノンクレジット
- 喜劇 負けてたまるか!（1970年、東宝） - ナレーター
- 喜劇 泥棒大家族 天下を盗る（1972年） - 主演
- 喜劇 ここから始まる物語（1973年）- 主演
- 水戸黄門（1978年）
- 本日ただいま誕生（1979年、降旗康男監督）- 大沢雄平
- 思えば遠くへ来たもんだ（1980年、朝間義隆監督）
- すっかり…その気で!（1981年） - 有田伝八
- TATTOO＜刺青＞あり（1982年）
- ふしぎな國 日本（1983年）
- 逆噴射家族（1984年、石井聰亙監督）- 小林寿国
- 乱（1985年、黒澤明監督）- 藤巻信弘
- 俺ら東京さ行ぐだ（1985年）- 野々宮耕三
- 刑事物語 くろしおの詩（1985年、渡辺祐介監督）
- 祝辞（1985年、栗山富夫監督）
- 新・喜びも悲しみも幾歳月（1986年、木下惠介監督） - 第10回日本アカデミー賞最優秀助演男優賞受賞（『祝辞』の演技に対しても）
- 愛しのチィパッパ （1986年、栗山富夫監督）
- あいつに恋して（1987年）
- 精霊のささやき（1987年）
- トットチャンネル（1987年）
- 塀の中の懲りない面々（1987年）
- 会社物語 MEMORIES OF YOU（1988年）- 上木原等
- 遥かなる甲子園（1990年）- 校長 役（特別出演）
- 風の国（1991年）
- あした（1995年）金澤弥一郎  - 第8回日刊スポーツ映画大賞助演男優賞受賞
- 舞妓Haaaan!!!（2007年、遺作）

### テレビドラマ
- OK横町に集まれ（1957年、日本テレビ） - 植木等初単独作
- 男嫌い（1963年、日本テレビ）
- おれの番だ!（1964年 - 1967年、TBS） - ハナ肇、谷啓、藤田まことと交代で主演
- NHK劇場 大市民（1966年、NHK総合） - 主演：村上
- おきあがりこぼし（1970年、日本テレビ）
- ひとごろし（1970年3月8日、TBS） - 主演：双子六兵衛
- 植木等のそれ行けドンドン（1970年、TBS）
- 赤ひげ 第33話「氷の下の芽」（1973年、NHK総合）
- 長谷川伸シリーズ「江戸の花和尚」（1973年、NET） - 主演：熊んべ（花和尚）
- 若さま侍捕物手帖 第15話「あの世からの落し物」（1973年、関西テレビ） - 河内山宗俊 役
- ぶらり信兵衛 道場破り 第1話「人情裏長屋」（1973年、フジテレビ）
- 百年目の恋（1973年 - 1974年、読売テレビ） - 友吉
- 新十郎捕物帖・快刀乱麻（1973年 - 1974年、朝日放送） - 花廻屋因果[14]
- 右門捕物帖 第10話「真実」（1974年、NET）
- 幡随院長兵衛 第17話「大江戸無責任男」（1974年、NET） - 直次郎
- 花の生涯（1974年、日本テレビ） - 多田一郎[15]
- 裏長屋愛妻記（1974年11月3日、TBS） - 主演：熊五郎
- 座頭市物語 第9話「二人座頭市」（1974年11月28日、フジテレビ）
- TOKYO DETECTIVE 二人の事件簿（1975年、朝日放送） - 早川警部
- 新・二人の事件簿 暁に駆ける!（1976年、朝日放送） - 早川係長
- 敬礼!さわやかさん（1975年、NET） - 小西署長
- ちょっとしあわせ（1975年 - 1976年、NET） - 馬場
- 俺たちの旅 第26話「男は力いっぱい生きるのです」（1976年4月4日、日本テレビ）
- 遠山の金さん 第1シリーズ 第42話「花火に賭けた心意気」（1976年7月22日、NET） ※杉良太郎版
- 桃太郎侍（1976年 - 1977年、日本テレビ） - 猿の伊之助
- 水戸黄門 第7部 第25話「母恋し、父（ちゃん）悲し -高田-」（1976年11月8日、TBS / C.A.L） - 上州無宿の竹五郎
- 江戸の渦潮 第5話「酔いどれ十手」（1978年、フジテレビ）
- 横溝正史シリーズII「不死蝶」（1978年、毎日放送） - 宮田文蔵
- 薔薇海峡 （1978年、TBS）- 岩本浩二
- 鬼平犯科帳 (萬屋錦之介)（1980年 - 1981年、テレビ朝日）- 相模の彦十（第1・第2シリーズ）
- 源氏物語（1980年、TBS） - 右馬の頭
- 真夜中のヒーロー（1980年、日本テレビ）
- ザ・ハングマン（燃える事件簿）（1980年、朝日放送） - パン：辻雄太郎 
  - ザ・ハングマンII（1982年、朝日放送）- オショウ：辻雄太郎
  - ザ・ハングマン4（1984年、朝日放送）- オショウ：辻雄太郎
- 噂の刑事トミーとマツ 第2シリーズ 第11話「強烈! 香港カラテvsトミーカラテ」（1982年、TBS）
- 時代劇スペシャル「刺客街道」（1982年、フジテレビ） - 鎌七
- 土曜ワイド劇場（テレビ朝日）
  - 「松本清張の事故」（1982年6月） - 彩田刑事、ナレーション
  - 「ミステリー研究会」シリーズ - 久我京介
    - 「瀬戸内ミステリー海流　無人島の首なし死体　尾道フェリーの女」（1990年7月14日）
    - 「キャンパス迷路殺人事件」（1991年6月1日）
    - 「千曲川旅情殺人事件」（1991年12月28日）
    - 「湖畔の別荘、殺しのパズル」（1994年6月4日)

  - 「大密室殺人事件」シリーズ  - 八木沢庄一郎
    - 「大密室殺人事件」（1991年1月26日）
    - 「越後七浦殺人海岸」（1991年9月14日）
    - 「大密室殺人事件」（1992年4月11日）
    - 「神戸異人館殺人事件」（1993年5月22日）

  - 「刑事・神崎省吾事件簿 椿の入れ墨をした女」（1992年8月22日） - 神崎省吾
  - 「俺たちの世直し強盗」（1997年1月4日） - 久保平助 （谷啓、いかりや長介、仲本工事ら渡辺プロダクション系の人気コメディ俳優が共演）
- 土曜ドラマ（NHK総合）
  - わたしの父の反乱（1982年） - 阿曽八郎
- 日立テレビシティ「はじめての情事」（1983年10月19日・26日、TBS）
- 一家だんらん物語（1986年、TBS）
- どうぶつ通り夢ランド 第4話「危機イッパツ!! 子猫ちゃん」（1986年、テレビ朝日）
- 親子ゲーム（1986年、TBS） - 早川巡査
- 火曜サスペンス劇場（日本テレビ系）
  - 「深く埋めて」（1987年10月、PDS） - 森常敏一
  - 「火刑都市」（1989年4月） - 中村吉造刑事
- 木曜ゴールデンドラマ「松本清張サスペンス・六畳の生涯」（1987年11月26日、読売テレビ） - 主演：志井田博作
- 時間ですよふたたび（1987年、TBS・KANOX） - 畠中徳助の幽霊
- オヨビでない奴!（1987年10月 - 1988年3月、TBS） - 風間千歳
- 荒野のテレビマン（1987年、フジテレビ）
- とんぼ（1988年、TBS） - 河合松次郎
- ママハハ・ブギ（1989年、TBS） - 最終話特別出演
- 名古屋嫁入り物語（1989年 - 1998年、東海テレビ） - 主演（単発スペシャルドラマとして第10弾まで制作され、舞台化もされた）
- 直木賞作家サスペンス「後追い心中・桜の涙」（1990年3月、関西テレビ・東映） - 主演
- 火曜ミステリー劇場「ペテン師軍団10億円パーフェクトゲーム!」（1991年1月15日放送、テレビ朝日・松竹芸能）
- 秋の特選サスペンス「湖畔亭」（1992年9月、関西テレビ）
- 大空港'92（1992年、テレビ朝日） - 主演
- 新空港物語（1994年、テレビ朝日） - 主演
- 僕が僕であるために（1997年1月3日、フジテレビ）
- 3番テーブルの客（1997年、フジテレビ） - アンドリュー堺
- 連続テレビ小説「甘辛しゃん」（1997年 - 1998年、NHK総合） - 榊庄一郎
- 奇跡の人（1998年、読売テレビ） - 桜井晋太郎
- 南町奉行事件帖 怒れ!求馬（1997年 - 1998年、TBS） - 大田蜀山人
  - 南町奉行捕物帖 怒れ!求馬II（1999年 - 2000年、TBS）
  - 大江戸を駈ける!（2000年 - 2001年、TBS）
- 教習所物語（2000年、TBS）
- ビッグマネー!〜浮世の沙汰は株しだい〜（2002年、フジテレビ） - 小塚泰平
- 新春ドラマスペシャル 秋刀魚の味（2003年、フジテレビ） - 佐久間清太郎
- 新しい風（2004年、TBS）
- 向田邦子新春ドラマスペシャル「冬の運動会」（2005年、日本テレビ）
- ひめゆり隊と同じ戦火を生きた少女の記録 最後のナイチンゲール（2006年、日本テレビ）[16]

### バラエティ番組
- 植木等ショー（TBS）
- ドカンと一発（TBS）
- 歌う夢のデイト（フジテレビ）
- スターにまかせろ（TBS）
- ハイやりました（NET）
- クイズダービー（TBS） - 第1回放送に6枠解答者として出演
- 植木等デラックス（毎日放送）
- 第25回 年忘れにっぽんの歌（1992年12月31日、テレビ東京）
- 他…おとなの漫画やシャボン玉ホリデーなど

### 吹き替え
- 凸凹宝島騒動（バッド・アボット。ルー・コステロの吹き替えは谷啓）
- 猿の惑星（テレビドラマ版）（主演：ロディ・マクドウォール）

### CM
- 東京ガス 「ガス風呂」「ガス冷蔵庫」（1962年 - 1963年）[17]
- アイデアル（当時：丸定商店） 「アイデアル傘」（1963年 - 1965年、「なんである?アイデアル」のフレーズで知られた）
- 田辺製薬 「ヘルスロング」（1963年、テーマ曲：『スイスイ音頭＜ヘルスロング音頭＞』）
- パナソニック（当時：松下電器） 「ナショナル電気冷蔵庫・電気洗濯機」（1963年）
- 沖正宗酒造  「沖正宗」（1963年）
- 麒麟麦酒 「キリンビール」（1965年 - 1966年）
- 日産自動車 「ダットサン・サニー1000」（1966年）
- 森永製菓 「バターキャラメル」（1966年）
- ロート製薬 「パンシロン」（1966年、初代「ミスター・パンシロン」）
- 日本ヴィックス　「インヘラー」（1968年）
- 大塚食品 「ボンシチュー」（1971年、初代CMキャラクター、「この際カアちゃんと別れよう」のフレーズが人気となり、楽曲化、ドラマ化もされた）
- NEC「パピプペポン」（1976年 - 1978年、高橋英樹と共演）
- 資生堂「ドルックス」(1982年、「20は若い」京マチ子と共演）
- 本田技研工業「アクティ」（初代、1984年、4WDホンダマチック）
- サントリー 「ナマ樽」（1986年、クレージーキャッツのメンバーと共演、使用曲：『実年行進曲』）
- 日本盛 「生貯蔵酒」（1993年）
- 小林製薬 「タフデント」（1999年 - 2002年）
- 愛知県陶器瓦工業組合 三州瓦 (1992年 - 1994年（谷啓と共演。終わり近くまでカメラに正対した後瓦を持ち上げるバージョンと、「一、二、三、州」と掛け合うバージョンがある。使用曲：『どこまでも空』）
- アサヒ飲料 「WONDAアフターショット」（2007年、没後に制作。CG技術で『日本一のゴマすり男』からの抽出された植木と桑田佳祐が共演した）
- ACジャパン・東京オリンピック・パラリンピック競技大会組織委員会「全国キャンペーン ライバルは、1964年。」（2016年、没後に制作。『サラリーマンどんと節 気楽な稼業と来たもんだ』『おとなの漫画』などから映像や写真を使用）[18]

### 舞台
- 王将
- 大江戸三門オペラ
- にぎにぎ
- シカゴ（1983年10月28日-12月18日、シアターアプル）- ビリー・フリン役。共演は小野ヤスシ、草笛光子、上月晃など。
- 名古屋嫁入り物語
- お遊さま

ほか多数

## ディスコグラフィー（ソロ名義）

### シングル
1. だまって俺について来い／無責任数え唄（1964年11月15日、東芝音楽工業、TP-1021）ハナ肇とクレージーキャッツ在籍時代のソロシングル。
2. 万葉集／たそがれ忠治（1967年11月、東芝音楽工業、TP-1527）
3. これで日本も安心だ!／スーダラ節'79（1979年4月20日、東芝EMI、TP-10569）
4. ショボクレ人生／これが男の生きる道（1982年、東芝EMI、T06-1008）
5. 毎度毎度のおさそいに／毎度毎度のおさそいに（カラオケ）（1983年11月21日[19]、東芝EMI、TP-17564）-　植木等＆オフィスレディス名義、作詞：伊藤アキラ、作曲：はやしこば、大正製薬「大正漢方胃腸薬」CMソング
6. スーダラ伝説（1990年11月25日、ファンハウス、FHDF-1062）この曲で「ミュージックステーション」や「紅白歌合戦」に出演。オリコントップ10入り。
7. 二十一世紀音頭/地球温暖化進行曲（1991年1月1日、ファンハウス）「二十一世紀音頭」は三波春夫作曲。アルバム『植木等的音楽』収録の「新二十一世紀音頭」では歌でも共演。
8. 花と小父さん／笑えピエロ（1991年2月25日、ファンハウス）両曲ともオリジナルはクレージー時代に録音。浜口庫之助作詞・作曲。「花と小父さん」は植木をイメージして作られ、アルバム『ハイおよびです!!』に収録。伊東きよ子との競作もあった。
9. 少年の日の夢／銀座イエスタディ（1991年5月25日、ファンハウス）
10. 今日もやるぞやりぬくぞ／やせがまん節／無責任数え唄ハイカラ版（1991年11月25日、ファンハウス）
11. 針切じいさんのロケン・ロール（1995年2月22日、ダブル・オーレコード）-　アニメ『ちびまる子ちゃん』エンディングテーマ、シェブ・ウーリーの『ロックを踊る宇宙人』のカバー。
12. サーフィン伝説／FUN×4（1995年8月21日、ファンハウス）

### アルバム
1. 植木等大いに唄う（1963年2月、東芝音楽工業）
2. ハイおよびです!!（1967年5月5日、東芝音楽工業）
3. 女の世界（1971年）
4. スーダラ伝説（1990年11月25日、ファンハウス）[20]
5. 植木等ザ・コンサート“いろいろあるよ、いろいろね”（1991年8月25日、ファンハウス）MCなども含むライブ録音盤。1991年6月9日・10日のコンサートより。
6. スーダラ外伝（1991年11月25日、ファンハウス）[21]
7. 植木等的音楽（1995年7月15日、ファンハウス）[22]

### ソノシート
- 植木等と上原ゆかりの童謡集 パパといっしょに（1963年10月31日、勁文社）詳細は上原ゆかり#ディスコグラフィーを参照。
- スイスイ音頭〈ヘルスロング音頭〉（非売品、東芝音楽工業）田辺製薬（現：田辺三菱製薬）ヘルスロング CMソングを収録したヘルスロング販促用ソノシート。「クレイジーキャッツレアディスク」に収録され、CD化している。

## 主要歌唱曲
- 1961年 - スーダラ節、こりゃシャクだった
- 1962年 - ドント節、五万節、無責任一代男、ハイそれまでョ、これが男の生きる道、ショボクレ人生
- 1963年 - どうしてこんなにもてるんだろう、ホンダラ行進曲、ギターは恋人
- 1964年 - 馬鹿は死んでも直らない、だまって俺について来い、無責任数え唄
- 1965年 - ゴマスリ行進曲、悲しきわがこころ、遺憾に存じます、大冒険マーチ
- 1966年 - 何が何だかわからないのよ、シビレ節、それはないでショ、笑えピエロ、あんたなんか[23]
- 1967年 - 花は花でも何の花、余裕がありゃこそ、万葉集、たそがれ忠治
- 1969年 - ウンジャラゲ、アッと驚く為五郎、酒のめば
- 1970年 - 全国縦断・追っかけのブルース、おとこ節
- 1971年 - この際カアちゃんと別れよう、こんな女に俺がした
- 1979年 - これで日本も安心だ!
- 1986年 - 実年行進曲、新五万節
- 1991年 - どこまでも空

## NHK紅白歌合戦出場歴
| 年度                                                  | 放送回 | 回 | 曲目                                          | 対戦相手                   | 備考                                   |
| ----------------------------------------------------- | ------ | -- | --------------------------------------------- | -------------------------- | -------------------------------------- |
| 1962年                                                | 第13回 | 初 | ハイそれまでョ                                | 楠トシエ                   | 植木等 初出場                          |
| 1963年                                                | 第14回 | 2  | どうしてこんなにもてるんだろう ホンダラ行進曲 | 伊東ゆかり 園まり 中尾ミエ | 植木等 2回目の出場                     |
| 1964年                                                | 第15回 | 3  | だまって俺についてこい                        | 弘田三枝子                 | 植木等 3回目の出場                     |
| 1965年                                                | 第16回 | 4  | 遺憾に存じます                                | 越路吹雪                   | 植木等 4回目の出場                     |
| 1990年                                                | 第41回 | 5  | スーダラ伝説                                  | B.B.クィーンズ             | 植木等 5回目の出場                     |
| 1966年                                                | 第17回 | 初 | チョット一言多すぎる                          | 金井克子                   | ハナ肇とクレージーキャッツ 初出場      |
| 1967年                                                | 第18回 | 2  | 花は花でも何の花                              | 三沢あけみ                 | ハナ肇とクレージーキャッツ 2回目の出場 |
| 審査員 - 1993年（第44回）に出演。この年紫綬褒章受章。 |        |    |                                               |                            |                                        |

## 書籍
- 植木等伝 「わかっちゃいるけど、やめられない!」（戸井十月がインタビューを行う形でまとめられた初の評伝）
  - 単行本：小学館、2007年（ISBN 9784093797795）
  - 文庫：小学館、2010年3月（ISBN 9784094084894）
  - 電子書籍：シーオーツー、2010年11月（ボイジャーストアにて販売）

## 演じた俳優
- 田口トモロヲ - 『シャボン玉が消えた日』（1989年、日本テレビ）
- 陣内孝則 - 『ザ・ヒットパレード〜芸能界を変えた男・渡辺晋物語』（2006年5月、フジテレビ系）
- 坪倉由幸（我が家） - 『トットてれび』（2016年、NHK総合）
- 山本耕史 - 『植木等とのぼせもん』（2017年、NHK総合）

## 影響
サザンオールスターズの桑田佳祐は『シャボン玉ホリデー』に強く影響を受け「自分の憧れは植木等です」とデビュー当時から公言している。2007年には缶コーヒー『WONDAアフターショット』（アサヒ飲料）のテレビコマーシャルにて『日本一のゴマすり男』の映像を合成する形で共演を果たし、「NUMBER WONDA GIRL ～恋するワンダ～」に乗せて「元気でゆこう」の振り付けを踊った。
『無責任一代男』は多くの人に影響を与えており、タモリはこの歌を座右の銘とし、ビートたけしはこの歌で人生観を変えられたと述べている。小林信彦は「（初めてこの歌を聞いた時の）ショックを忘れることができない」と回想している。
『あしたのジョー』の中で、主人公・矢吹丈は「俺は植木等のファンでね…」と語っている。劇中での植木のキャラクターは「無責任な男」として描かれている。

## 弟子
付き人兼運転手からの小松政夫が唯一の弟子。小松が運転手として採用された際「お父さんを早くに亡くされたそうだが、これからは僕を父と思えばいい」と声をかけたことがきっかけの絆と信頼は生涯を通じたものだった。
植木夫妻の仲人経験は小松の結婚式ただ1回である。その師弟関係は小松曰く親子関係であった。